# Тухватуллин, Якуб Зайнуллович
 Якуб Зайнуллович Тухватуллин (8 июня 1923 года — 16 августа 2010 года) — мастер Уфимской ТЭЦ № 2 «Башкирэнерго». Герой Социалистического Труда. Отличник энергетики и электрификации СССР (1983).

## Биография
Якуб Зайнуллович Тухватуллин родился 8 июня 1923 года в д. Шланлыкулево Башкирской АССР.
Образование — среднее специальное, в 1964 года окончил Уфимский электромеханический техникум.
В 1938—1940 годах учился в фабрично-заводской школе при Уфимском машиностроительном заводе № 384.
Трудовую деятельность начал в 1940 году электромонтером, затем работал дежурным главного щита, мастером по ремонту Уфимской ТЭЦ, с 1954 года — мастер по ремонту, старший мастер.
За годы выполнения семилетнего плана (1959—1965) коллектив бригады Я. 3. Тухватуллина подал и внедрил в производство около 40 предложений с экономическим эффектом 16 425 рублей. За семилетку производительность труда в бригаде выросла на 60 процентов — в 6 раз больше, чем в среднем по энергосистеме. В 1963 году возглавляемый им коллектив завоевал звание «Бригада коммунистического труда».
Я. 3. Тухватуллин разработал и внедрил насос, предназначенный для уменьшения трудоемкости доливки масла в трансформаторы и масляные выключатели, изобрел приспособление для электрических ванн.
За выдающиеся успехи в выполнении заданий семилетнего плана по развитию энергетики страны Указом Президиума Верховного Совета СССР от 4 октября 1966 г. Я. 3. Тухватуллину присвоено звание Героя Социалистического Труда.
До ухода на пенсию в 1989 г. работал заместителем начальника цеха Уфимской теплоэлектроцентрали № 2.
Тухватуллин Якуб Зайнуллович скончался 16 августа 2010 года.

## Награды
- Герой Социалистического Труда (1949)
- Награждён орденом Ленина